# Dibrugarh (stad)
Dibrugarh is een stad en gemeente in het district Dibrugarh van de Indiase staat Assam. 
De plaats is de zetel van het rooms-katholieke bisdom Dibrugarh. 

## Demografie
Volgens de Indiase volkstelling van 2001 wonen er 122.523 mensen in Dibrugarh, waarvan 54% mannelijk en 46% vrouwelijk is. De plaats heeft een alfabetiseringsgraad van 81%. 